# Thiotrichaceae
Thiotrichaceae es una familia bacterias Gram negativas de Gammaproteobacteria que incluye Thiomargarita magnifica, la bacteria más grande que se conoce. Algunas especies se desplazan deslizándose, Thiospira utiliza un flagelo.

## Géneros
- Achromatium
- Beggiatoa
- Leucothrix
- Macromonas
- Thiobacterium
- Thiomargarita
- Thioploca
- Thiospira
- Thiothrix